# آدلاید (شهرستان لیک، کلرادو)
آدلاید (به انگلیسی: Adelaide) یک منطقهٔ مسکونی در ایالات متحده آمریکا است که در شهرستان لیک، کلرادو واقع شده‌است. آدلاید ۳٬۳۰۱٫۹۴ متر بالاتر از سطح دریا واقع شده‌است.